# Ripiphorus subdipterus
Ripiphorus subdipterus is een keversoort uit de familie waaierkevers (Rhipiphoridae). De wetenschappelijke naam van de soort is voor het eerst geldig gepubliceerd in 1792 door Bosc d'Antic.